# Brett Aitken
Brett Aitken (n. 25 ianuarie 1971, Adelaide, Australia de Sud, Australia) este un ciclist australian, medaliat olimpic. A participat la 3 ediții ale Jocurilor Olimpice (1992, 1996, 2000) în care a câștigat o medalie de aur.